# Zagorje (Kršan)
Zagorje je naselje u Republici Hrvatskoj, u sastavu Općine Kršan, Istarska županija. 
Zagorju (raniji naziv, Plominsko Zagorje) pripadaju zaseoci: Načinovići, Šimuni, Jurasi, Fonovići, Kamenjari, Ivani, Kušari, Paroni, Donadići, Mikići, Ivančini, Baći, Stipani, Ivanići, Brestova.
Zagorje ima trajektnu luku Brestova iz koje počevši od 1969. trajekti isplovljavaju za Porozinu na otoku Cresu.[nedostaje izvor]

## Spomenici i znamenitosti
Na najvišoj točki zaseoka Baći nalazi se crkva sv. Katarine. Do crkve vodi kameno stepenište. Crkva sv. Katarine je jednobrodna građevina izgrađena u 17. ili 18. stoljeću. Na pročelju se nalazi preslica s jednim zvonom. U unutrašnjosti crkve se nalazi zidani oltar s kamenim retablom i palom svete Katarine iz 19 stoljeća te slika Posljednje večere.
U crkvenoj šumi uz staru cestu nedaleko zaseoka Fonovići nalaze se ostaci crkvice sv. Mavra.[nedostaje izvor]
U Zagorju djeluje Astronomska promatračnica s koje se vrše sustavna fotometrijska opažanja promjenljivih zvijezda u sklopu The American Association of Variable Star Observers (AAVSO).[nedostaje izvor]

## Poznate osobe
- Marino Fonović – novinar, astronom, astrofotograf i popularizator znanosti[nedostaje izvor]

## Gospodarstvo
Gospodarstvo u Zagorju zasniva se prvenstveno na turizmu i poljoprivredi.

## Stanovništvo
Prema popisu stanovništva iz 2001. godine, naselje je imalo 119 stanovnika te 47 obiteljskih kućanstava.
| broj stanovnika |       |       | 224   | 334   | 370   | 343   |       |       | 198   | 156   | 134   | 99    | 91    | 81    | 119   | 116   | 104   |
|                 | 1857. | 1869. | 1880. | 1890. | 1900. | 1910. | 1921. | 1931. | 1948. | 1953. | 1961. | 1971. | 1981. | 1991. | 2001. | 2011. | 2021. |

## Vanjske poveznice
- Astronomska promatračnica Plominsko Zagorje